# آموس أندرسون
آموس أندرسون (بالفنلندية: Amos Anderson)‏ هو صحفي وسياسي فنلندي، ولد في 3 سبتمبر 1878 في فنلندا، وتوفي في 2 أبريل 1961 في فنلندا. حزبياً، نشط في حزب الشعب السويدي. وقد انتخب Vuorineuvos ‏ وانتخب عضو برلمان فنلندا ‏.